# ザベル・ザロック
ザベル・ザロック（Zabel Zarock、欧米ではLord Raptor）は、カプコンの2D対戦型格闘ゲーム『ヴァンパイア』シリーズに登場する架空の人物。

## キャラクター設定
かつて絶大的な人気を誇り、若者たちから「ヤングオージーのカリスマ」「メタルの神」と称されるほど崇拝的な支持を集めたロック歌手。100人のファンを殺害した後に自殺する事件を起こし、20年後に残忍さと狂気を帯びた魂に闇の洗礼を受けゾンビとして復活を果たす。そして破壊と殺戮を繰り返し、闇の帝王オゾムから更なる力を得るために動き出す。『ヴァンパイア ハンター』（以下『ハンター』）までのエンディングではダークストーカーたちを退けた褒美として更なる力を得てパワーアップを果たすが、オゾムの命をも狙っていたことがお目付け役のル・マルタによって全て筒抜けになっており、『ヴァンパイア セイヴァー』（以下『セイヴァー』）では元の姿に戻っている。しかし、『セイヴァー』ではオゾムがジェダの復活により消滅したため、今度はジェダの力を狙って魔次元に飛び込んでいく。エンディングでは、ジェダから溢れ出した魔力を吸収し「Q極ハイパーザベル」になろうとするが、吸収しきれずに爆発して首だけになって吹き飛ぶ。
外見は青い肌に逆立った髪形で、顔はほぼ骸骨。腹部は空洞で、肋骨が牙のように突き出ている。そのため、180cmの長身でありながら体重は39kgと大きく痩せ細っている。服装は上半身裸で裸足。指先が見えるグローブとイギリス国旗の入ったボロボロのジーンズに、3本の棘の生えた脛当てをつけている。さらに手の指先の肉が無く、黄色く変色した骨が露出している。生前の姿は、ロングヘアーで筋肉質な体格であった（『セイヴァー』以降の勝利ポーズでは、生前の姿に戻るものが2種類存在する）。性格は狡猾で残忍だが、ひたすら元気で弾けており、どこかコミカルなキャラクターになっている。
自分と同じ死体を基にしたモンスターであるチャイニーズゴーストのレイレイに惚れている。そのため、レイレイとの対戦前にザベルの目からハートが飛び出す演出がある。その他にもレイレイのCPUの乱入キャラクターに設定されていたり、レイレイの時だけ技の台詞が変わることがある。しかし当のレイレイには全く相手にされていない。
ホームステージは『ハンター』まではオーストラリアの墓地となっている。『セイヴァー』以降は正式に設定はされていないが、拷問室をモチーフにした「FOREVER TORMENT（永遠の苦痛）」という名のステージで戦うことが多い。
『NAMCO x CAPCOM』ではドルアーガの命令で動くが、密かにその魔力を狙う敵キャラクターとして登場する。また、本編と同じくレイレイに熱いラブコールを送り続けている。『PROJECT X ZONE』ではジェダの部下になっていたが、その真意は原作どおりジェダの力を奪うことであった。その後の顛末も『セイヴァー』のザベルのエンディングと同一になっている。

### ル・マルタ
人間界と魔界の行き来が可能な、数少ない超獣の一種。帝王オゾムがザベルにつけたお目付け役だが、実はザベルの監視を目的としており、その行動を逐一オゾムに報告するという役目を負っている。もっとも、仕事を抜きにすればザベルとは馬が合うようで、オゾムが消滅した『セイヴァー』以降もザベルと行動を共にしている。ザベルが勝利ポーズや一部の技で使うギターは、ル・マルタの体の一部。
ザベルが必殺技を発動する際には様々な武器となり、これが手伝ってザベルの攻撃を一層変則的なものにしている。特に、EX必殺技の「ヘルダンク」は、ル・マルタが相手を飲みこんでボールに変えた後にバスケットゴールに変身し、ザベルがボールを持ってダンクシュートを決めるというもの。ダンクシュートされた時の相手の体はボールにされた時、バウンドした時、シュートされてダメージを受けた時、それぞれの演出が滑稽に描かれている。
ル・マルタはバレッタに惚れている（バレッタの持つ邪悪な魂に一目惚れしているようだ）。バレッタとの対戦時では、ル・マルタが目からハートを出してザベルの前に立ち塞がるが、直後にザベルに蹴り飛ばされる演出がある。

## ゲーム上の特徴
映画などに登場するゾンビというキャラクターは、「墓から這い出し、生きた者を貪る自我が乏しい動く死体」といったような表現が多い。しかし、ザベルの動きは俊敏さと鋭さを兼ね備えたキャラクターになっている。その攻撃も奇抜なものが多く、自身の肋骨や指骨などを伸ばし針のように突き刺したり、電気を帯びた攻撃、チェーンソー、回転鋸など、奇抜でリーチの長い攻撃を多数持つ。空中ダッシュも可能で、必殺技のほとんどが空中で使用でき、テレポート技まで持っている。さらにはしゃがんだままの移動が可能だが、その分しゃがみガードをしようとすると後退してしまう。防御力は低い。

## 技の解説

### 通常技
相手の距離とは無関係でレバー前入れで常に遠距離技となり、それ以外で近距離技へと変化する。なおジャンプ状態の垂斜の区別はない。
| 操作     | 立ち（近距離）                              | 立ち（遠距離）                                | しゃがみ                                    | ジャンプ                                                           |
| -------- | ------------------------------------------- | --------------------------------------------- | ------------------------------------------- | ------------------------------------------------------------------ |
| 弱パンチ | マッドフェイス / アルティミットソー(※1)     | マッドピック / アルティミットソー(※1)         | マッドニードル / アルティミットヒット(※1)   | マッドスティック / マッドダガー(※2) / アルティミットシャウト(※1)   |
| 中パンチ | マッドチョップ / アルティミットシェイブ(※1) | マッドカッター / アルティミットシェイブ(※1)   | マッドナイフ / アルティミットビート(※1)     | マッドスタッフ / マッドブローバ(※2) / アルティミットハイ(※1)       |
| 強パンチ | ボーンソード / アルティミットジャギー(※1)   | トキシックボイス / アルティミットジャギー(※1) | ボーントラップ / アルティミットエンド(※1)   | ボーントライデント / ボーンハルバード(※2) / アルティミットハイ(※1) |
| 弱キック | ヘルアンクル / アルティミットソー(※1)       | ヘルエッジ / アルティミットソー(※1)           | ヘルスリップ / アルティミットヒット(※1)     | ヘルビート / ラウドネススクリュー(※2) / アルティミットシャウト(※1) |
| 中キック | ヘルマスク / アルティミットシェイブ(※1)     | ヘルシャウト / アルティミットジャギー(※1)     | ヘルウォーク / アルティミットエンド(※1)     | ヘルスピア / ラウドネススクリュー(※2) / アルティミットハイ(※1)     |
| 強キック | ヘルバズソー / アルティミットジャギー(※1)   | ヘルチェインソー / アルティミットジャギー(※1) | ヘルグラインダー / アルティミットエンド(※1) | ヘルブレイナー / ラウドネススクリュー(※2) / アルティミットハイ(※1) |

※1 ダークフォース発動中
※2 レバー下入れ時

### 特殊技
空中ダッシュ
空中で前後へのダッシュ。空中ダッシュ中に通常技を出すと、放物線軌道を描いて降下する。
しゃがみ移動
しゃがんだままの移動。斜め下に向けてレバーを入れるとしゃがんだ状態で移動する。後退も可能なため、画面端を除いた一点に留まったままのしゃがみガードが不可能になっている。

### 投げ技
マーダラービート
相手をつかみ、4本の肋骨を伸ばして相手に何度も突き刺す。レバガチャにより攻撃回数を増やすことができる。技後は相手は吹き飛ぶだけでダウンはしない。
デッドリーカタパルト
相手をつかんだ後に、丸まって蹴り飛ばす。なお、『セイヴァー』でのザベルの通常投げのゲージ増加量はゼロである。技後は追い打ちが入る。
エアカタストロフ
空中投げ。つかんだ相手をそのまま放り投げる。投げられた相手は放物線を描いて落下する。

### 必殺技
デスハリケーン
体を独楽のような形に変形させて、斜め上方へ向かって回転しながら飛んでいく。喰らった相手は、鮮血を吹き出しながらダウンする。一定距離進むと自動的に解除され、その場に落下する。『ハンター』までは、ガードキャンセルに対応している。地上で出した弱であればガードされても隙は小さく、すぐに降下するが、中や強の出はじめをガードされると攻撃判定が早く消滅する分、ザベルの無防備状態が長くなる。空中でも発動でき、初代と『ヴァンパイア クロニクル』では空中でもガードキャンセルができる（『ハンター』では不可）。空中の場合、移動方向が斜め上前方から斜め下前方に変わる。
ES版は最大で3ヒットする。
ヘルズゲート
地下から現れたル・マルタに包まれて、指定の場所に移動する。弱中強のボタンによって出る位置が変わる。発動が早く無敵時間も長いが、吐き出された直後に隙が生じる。初代の「ヘルズゲート」は、ザベルが左側にいる時は強で、右側にいる時は弱で出すと、必ず相手の背後に出現する。
スカルパニッシュ
コマンド投げ技。相手をつかんで飛び上がり、宙返りして地面へ叩きつけた後、何度も両手を突き刺す。『セイヴァー』以降はかなり威力が上がっている。
ES版は手刀を突き刺す回数が増える。
スカルスティング
『ハンター』から追加された必殺技。斜め上方へ飛んで行き、そこから足を回転鋸に変形させて落下する。弱中強によって最初の斜め上昇時の角度が変わり、強のほうが角度が緩やかで遠くまで飛ぶ。空中でも出すことが可能で、その際、地上で出したときよりも移動距離が短くなる。地上の相手に対しては非常に強力だが、空中の相手に攻撃を出されると、技を潰されるリスクがある。
ES版はヒット数が7にまで増える。
スカルジャベリン
ダウン中の相手を3回踏みつける追い討ち攻撃。技を出すのが早過ぎると、攻撃回数が減る。初代『ヴァンパイア』では、ダウン中の相手に追撃できるのはザベルだけであり、スカルジャベリンは必殺技扱いであった。『ハンター』以降は全キャラクターにダウン攻撃が実装され、スカルジャベリンはシステム共通のダウン追撃攻撃に組み入れられる。
ES版は、初代では攻撃回数が8ヒットになる。『ハンター』以降の、システム共通ダウン攻撃としての「ESスカルジャベリン」は6ヒット。
デスフレーズ
『セイヴァー』以降の、ガードキャンセル専用技。ギターを弾く。攻撃時に音波が発生するが、攻撃判定は音波ではなく、あくまでギターにあるために小さい。
ES版は、巨大なスピーカーに変身したル・マルタがザベルの後ろに現れ、音量を上げたのち再度ギターを弾きだし、相手は気絶する。直後にザベルが吹き飛んで気絶中の相手に衝突すると、相手は感電してダウンする。
アルティミットリベンジ
「アルティメットアンデッド」中の、ガードキャンセル専用必殺技。片手のチェーンソーを、デコピンの要領で相手にぶつける。
ESにしても、性能は（威力も含めて）通常時と全く変わらないが、ゲージは消費する。

### EX必殺技（超必殺技）
イービルスクリーム
肘から剣のように骨を伸ばし、当たった相手に突き刺してから引き寄せ、電撃を帯びたアッパーカットを繰り出す。技後は確実にダウン追撃を決めることが可能。中攻撃をキャンセルして出すと連続技になるほか、相手の飛び道具の出掛かりに一瞬で反応できればクリーンヒットする。初代『ヴァンパイア』では全体的に性能が低く使いにくい技だったが、『ハンター』以降はリーチが長くなり技前後の隙も少なくなるなど、大幅に性能が向上した。初段の攻撃には相手の体力を削る能力は無く、空中の相手に当たると僅かなダメージを与えて吹き飛ぶだけでアッパーカットに移行しない。『セイヴァー2』『ハンター2』のダークフォース中は、アッパーカットの後に「スカルパニッシュ」で追撃を加えるようにパワーアップするが、ダウン追撃は決められなくなる。
デスボルテージ
「デスハリケーン」を強化した技。髑髏を象った電気を帯びて飛んでいき、食らった相手を感電させて吹き飛ばす。「デスハリケーン」と同様に空中でも出すことができる。攻撃判定の発生が速く、中攻撃をキャンセルして出すと連続技になる。『セイヴァー』では『ハンター』よりも攻撃判定が若干小さくなり弱体化している。「イービルスクリーム」同様、技後は確実にダウン追撃を決められる。ガードされると大きな隙が生じる。
ヘルダンク
『ハンター』から追加されたEX必殺技。相手の真下からル・マルタが現れ、相手を飲み込んでボールに変えザベルに手渡すと同時にバスケットゴールに変身し、ボールを受け取ったザベルがダンクシュートする。威力は『ハンター』では非ゲージ技程度だったものの、『セイヴァー』以降は大幅強化。
投げ技属性であるためガード不可。投げられない状態の相手、空中の相手に決めることはできない（『ハンター』では、低空の相手、飛び上がる予備動作中の相手ならば捕えることができた）。ル・マルタが相手を捕捉できなかったときの隙は非常に大きい。なおル・マルタで捕獲した後の演出中は完全無敵になるため、相手が放った飛び道具などを無視して成立する。
ボールに変えられた姿が対戦相手毎に用意されている。大体は相手をそのままボール状にデフォルメしたような姿だが、ドノヴァンは数珠の1珠に変化する。また、ザベル自身の場合は（同キャラ対戦時）、ル・マルタがボールに変化するが、地面に叩きつけられた瞬間、ル・マルタの口からザベルが飛び出すという演出がなされている。
アルティミットアンデッド
『セイヴァー』でのダークフォース、『セイヴァー2』『ハンター2』ではEX必殺技。通常攻撃のすべてが、チェーンソーを用いた攻撃になり、射程が伸びヒット回数も大幅に増え、攻撃すべてに削り効果がつく。ほかにも、ダッシュが低空で素早いものに変化し、その他の技は（必殺技など含めて）一切使用できなくなる。発動時、低確率でザベルの髪型がアフロヘアーになる。

## 特殊なダメージモーション
ミッドナイトブリス（デミトリ）
レザー地に見えるブラと短パンを着たショートヘアーの少女。吸血されるときに銃を向ける。
王家の裁き（アナカリス）
ザベルの頭がついた、エレキギター。
とが首さらし（ビシャモン）
コンクリート詰めされたザベルとル・マルタ。二人が顔を見合わせており、画面上から水滴の拷問を受けている。
サングェ＝パッサーレ（ジェダ）
尻が、ハート型に膨れる。

## 登場ゲーム作品
- ヴァンパイアシリーズ
  - ヴァンパイア ハンター
  - ヴァンパイア セイヴァー
  - ヴァンパイア ハンター2
  - ヴァンパイア セイヴァー2
  - ヴァンパイア クロニクル ザ カオスタワー
  - ヴァンパイア ダークストーカーズコレクション
- MARVEL VS. CAPCOM CLASH OF SUPER HEROES（ステージの背景に登場）
- MARVEL VS. CAPCOM 3 Fate of Two Worlds（ドーマムゥのエンディングにシルエットで登場）
- ULTIMATE MARVEL VS. CAPCOM 3（サポートカードとして登場）
- CAPCOM FIGHTING Jam（Underworldステージの背景に登場）
- 他社
  - NAMCO x CAPCOM（敵キャラクターとして）
  - SNK VS. CAPCOM 激突カードファイターズシリーズ
  - PROJECT X ZONE（敵キャラクターとして）
  - PROJECT X ZONE 2:BRAVE NEW WORLD（敵キャラクターとして）

## 声の出演
ザベル
- うえだゆうじ（全ゲーム作品）
- 松下美由紀（『ヴァンパイア セイヴァー』〈ミッドナイトブリス時〉[1]）
- 石川英郎（ドラマCD『電撃CD文庫EX ヴァンパイア 〜ザ ナイト ウォーリアーズ〜』）
- 山寺宏一（OVA『THE ANIMATED SERIES ヴァンパイアハンター）
- 島田敏（ドラマCDおよびカセット ヴァンパイア ハンター『ヴァンパイア・ナイト 〜お笑い夜の祭典〜』、『ダークネスミッション〜特選バター醤油味〜』）

ル・マルタ
- 神宮司弥生（『ヴァンパイア セイヴァー』[1]）
- 千葉一伸（ドラマCDおよびカセット ヴァンパイア ハンター『ヴァンパイア・ナイト 〜お笑い夜の祭典〜』、『ダークネスミッション〜特選バター醤油味〜』）

## その他
電気を帯びる勝利ポーズ時とダークフォース発動時に、16分の1の確率でアフロになる。また、それと同様のポーズをする勝利ポーズも16分の1の確率でアフロになる。
レイレイを相手にガードキャンセル「ESデスフレーズ」を発動させると、ザベルが前方へ吹き飛んでいく際に「マイダーリン」と叫ぶ。
うえだゆうじの演技は、『ヴァンパイア』シリーズではエフェクトのかかった甲高い声だが、『NAMCO x CAPCOM』および『PROJECT X ZONE』では潰したようなダミ声（いわゆるデスヴォイス）になっている。
ザベルの日本国外名は「Lord Raptor」という名前になっている。Raptorとは猛禽類を指す言葉で略奪者という意味もある。Lordとは「君主」「王」「-卿」などを意味する。